# NGC 1553
NGC 1553 (PGC 14765) – galaktyka soczewkowata (S0), znajdująca się w gwiazdozbiorze Złotej Ryby. Odkrył ją John Herschel 5 grudnia 1834 roku. Być może wcześniej obserwował ją James Dunlop w 1826 roku.